# Александър Ставрев
Александър Ставрев е български офицер, поручик.

## Биография
Александър Ставрев е роден в Щип, тогава в Османската империя, днес в Северна Македония. В 1895 година завършва с десетия випуск Солунската българска мъжка гимназия.
Участва в Балканската война като подпоручик, в Петдесет и пети пехотен полк. По време на Междусъюзническата война загива на 16 юли 1913 година в Разлог. Погребан е в двора на църквата „Свети Георги Победоносец“.
- Свидетелство за женитба на Александър Ставров и Магдалина Сарандова, 2 юли 1906 година, София
- Свидетелството за женитба, с. 2